# 독도의 날
독도의 날(獨島-, Dokdo Day)은 2000년 8월 민간단체인 독도수호대가 고종이 독도를 울릉도의 부속 섬으로 정하는 대한제국 칙령 제41호 제정한 1900년 10월 25일을 기념하기 위해 제정하였다. 독도수호대는 국가기념일로 제정하기 위한 1,000만인 서명운동과 국회 청원 활동을 하고 있다.

## 대한제국 칙령 제 41호
大韓帝國 1900年 勅令第41號 『鬱陵島를 鬱島로 改稱하고 島監을 郡守로 改正한 件』
대한제국 1900년 칙령제41호 『울릉도를 울도로 개칭하고 도감을 군수로 개정한 건』
- 第一條. 鬱陵島를 鬱島라 개칭하야 江原道에 부속하고 島監을 郡守로 改正하야 官制中에 編入하고 郡等은 五等으로 할 事.
- 第二條. 郡廳 位置는 台霞洞으로 定하고 區域은 鬱陵全島와 竹島 石島를 管轄할 事.
- 第三條. 開國五百四年 八月十六日 官報中 官廳事項欄內 鬱陵島以下 十九字를 刪去하고 開國五百五年 勅令三十六號 第五條 江原道二十六郡의 六字는 七字로 改正하고 安峽郡下에 鬱島郡 三字를 添入할 事.
- 第四條. 經費는 五等郡으로 磨鍊호되 現今間인즉 吏額이 未備하고 庶事草創하기로 海島收稅中으로 姑先 磨鍊할 事.
- 第五條. 未盡한 諸條는 本島開拓을 隨하야 次第 磨鍊할 사.

光武四年 十月二十五日

## 독도의날 제정 활동 연혁
- 2000년 8월 독도수호대가 대한제국 칙령 제41호의 제정일인 1900년 10월 25일을 독도의날로 제정
- 2004년 1월 독도수호대가 독도의날을 국가기념일로 제정하기 위한 사업계획 수립
- 2004년 12월 8일 독도수호대가 국가기념일로 제정하기 위한 1000만인 서명운동 시작
- 2004년 12월 9일 독도수호대가 전국 지방의회에 독도의날 제정 지지 서명 공문 발송
- 2004년 12월 10일 독도수호대가 17대 국회(2004.5.30~2008.5.29)에 독도의날을 국가기념일로 제정해달라는 청원서 접수(1차)
- 2008년 8월 14일 독도수호대가 18대 국회(2008.5.30~2012.5.29)에 독도의날을 국가기념일로 제정해달라는 청원서 접수(2차)
- 2008년 8월 22일 박주선 의원 외 9인이 독도의날 제정에 관한 법률안 발의
- 2008년 9월 4일 윤석용 의원 외 12인이 독도의날 제정에 관한 법률안 발의
- 2010년 4월 14일 행정안전부 정창섭 직무대행이 국회 행정안전위원회에서 출석하여 독도의날 제정에 이의가 없다고 답변 "날 지정에 대해서는 전체적으로 이의는 없습니다"
- 2012년 10월 25일 독도수호대가 18대 국회에 독도의날을 국가기념일로 제정해달라는 청원서 접수(3차)
- 2013년 10월 25일 국방부가 독도의날을 맞아 한국형 구축함 광개토대왕함과 호위함, 초계함, 해군 초계기, F-15K를 동원하여 해경, 독도경비대와 함께 독도 방어 훈련 실시

### 관련 사항
2010년 한국교총은 16개 시·도 교총, 한국청소년연맹, 우리역사교육연구회, 독도학회와 공동주최로, 경상북도, 울릉군, 한국교육삼락회총연합회, 독도지킴이 서울 퇴직교장회 후원으로 경술국치 100주년을 맞아 대한제국의 독도 영유권을 칙령으로 제정한 10월 25일을 ‘독도의 날’로 선포하는 독도의날 기념식을 열었다.
기타 관련된 사항으로, 2004년 8월 10일 울릉군에서는 '울릉군민의 날에 관한 조례' 로 10월 25일을 '군민의 날'로 제정하였다.
또한, "다케시마의 날"이 체결된 것에 대응하여, 2005년 6월 9일에 경상북도 의회는 "독도의 달" 조례안을 가결하였는데, 이 법안은 매년 10월을 독도의 달로 정하는 것과 "경상북도 소속 공무원과 도가 기본 재산 등으로 2분의 1 이상을 출자, 출연한 법인 및 단체 임직원의 공무상 일본 방문을 규제할 수 있는 권한을 도지사에게 주는 것"을 골자로 하고 있다.
과거 신문기사에 보면, 독도의 날이 울릉군 조례에 근거한 것이란 내용이 있는데, 이는 울릉군민의 날인 10월 25일에 대한 착오이며, 현재까지(2011년 12월 25일) 어떤 조례에도 독도의 날에 대한 조례는 없으며, 국회 일각에서 독도의 날 관련 법률 제정에 대한 의견이 있다.
그리고 2012년 10월 28일 국가해양부는 국가지명위원회를 통해 공식적으로 동도의 봉우리를 우산봉, 서도의 봉우리를 대한봉이라 명명하였고, 바위로 분류되던 것은 탕건봉으로 재분류해 독도는 3개의 봉우리를 가진 섬이 되었다.
2014년 10월 25일 독도의 날을 맞아 전국의 유, 초, 중, 고교에서는 독도 특별수업이 진행된다.
이번 독도의 날 특별수업은 학생들이 일본의 부당한 독도 영유권 주장에 대응할 수 있도록 독도 주권 수호에 대한 인식을 높이기 위해 실시한다.
시, 도 교육청은 독도의 날 특별수업을 위해 정규 수업시간이나 창의적 체험활동 시간에 활용할 학생 활동지와 읽기 자료 등을 각 학교에 배부하고 교육을 당부했다.
이번 독도의 날 특별수업은 전국 각급 학교가 교총 홈페이지에서 독도 관련 수업지도안과 수업자료를 내려받아 진행하게 된다.

## 같이 보기
- 대마도의 날
- 독도의 달
- 독도